# Зіркогляд Долльфю
Зіркогляд Долльфю (Uranoscopus dollfusi(лат.)) — риба родини зіркоглядових, поширена в західній частині Індійського океану: Суецька затока, Оманська затока і Перська затока. Морська демерсальна риба, що сягає 23.7 см довжини.
Ця риба нападає із засідки. Лежить на морському дні, занурена в пісок, тільки очі і частина рота виступають. Щупальце на нижній щелепі рухається, тобто діє як приманка, а потім хижак ловить рибу, яка підпливає досить близько.